# 2048
2048 (MMXLVIII) será un año bisiesto comenzado en miércoles en calendario gregoriano. Será también el número 2048 anno Dómini o de la designación de Era Cristiana, además del cuadragésimo octavo del Siglo XXI y del tercer milenio. También será el octavo de la quinta década del Siglo XXI y el noveno y penúltimo del decenio de los 2040. Será designado como:
- El Año del Dragón, según el horóscopo chino.

## Acontecimientos

### Enero
- 1 de enero: Se producirá un eclipse lunar total.

- 14 de enero: el Protocolo sobre Protección del Medio Ambiente del Tratado Antártico se revisará.

### Febrero
- 29 de febrero: Habrá una luna llena rara. Será la primera vez después de 76 años que ocurra en un día bisiesto, la última vez que ocurrió fue en 1972.

- Datos: Q49923
- Multimedia: 2048 / Q49923